# Gelbwangentrogon
Der Gelbwangentrogon, auch Äquatorial-Bartvogel oder Äquatorialkittelfruchtjäger genannt (Apaloderma aequatoriale), Syn. Hapaloderma aequatoriale, ist eine Vogelart aus der Familie der Trogone (Trogonidae).
Der Vogel kommt im Regenwald im westlichen Zentralafrika vor, in Äquatorialguinea, Gabun, Kamerun, Nigeria, in der Demokratischen Republik Kongo, der Republik Kongo und der Zentralafrikanischen Republik.
Der Lebensraum umfasst primären Regenwald im Tiefland, dichte sumpfige Wälder, lianenreichen Überschwemmungswald und abgeholzte Wälder mit noch vorhandenem Kronendach.
Der Artzusatz bezieht sich auf den Äquator.

## Merkmale
Die Art ist 28–31 cm groß. Das Männchen hat einen dunkelgrünen Kopf und Rücken, der Schnabel ist weißlich bis grün mit gelber Basis. Kopf, Kinn und Kehle bis mittlere Brust und die ganze Oberseite sind grün mit blauem und goldenem Glanz. Neben einem bogigem gelben Überaugenstreif findet sich ein unbefiederter gelblicher Fleck auf der Wange, der durch eine schmale Linie grüner Federn geteilt wird. Der Flügelspiegel ist zart hellgrau und schwärzlich gebändert. Die Handschwingen sind schwarz mit weißer Basis mit weißem Außenrand, die Armschwingen haben schwarz und weiß marmorierte Außenfahnen und schwarze Innenfahnen. Die Schwanzoberseite ist bläulichgrün, die zentralen Steuerfedern sind violett, die äußeren drei großteils weiß. Der lange Schwanz glänzt purpurfarben und grün. Die Unterseite ab mittlerer Brust ist rosarot bis rot, die Schwanzunterseite überwiegend weiß.
Die Iris ist dunkel rötlich bis braun, Beine und Füße bräunlich fleischfarben bis hellrot.
Das Weibchen ist an Stirn, Zügeln, Wangen und Kehle rostbraun, Scheitel und Oberseite sind wie beim Männchen grün, die unbefiederten Gesichtsareale sind meist zitronengelb. Die verwaschen zimtfarbene bis braune Brust geht mit grau und rosa bis blutrot in den Bauch und die Unterschwanzdecken über. Die Flügelzeichnung ist weniger ausgeprägt, der Schnabel ist blass grün, die Iris bräunlich-rot, Füße und Beine sind blass rot.
Jungvögel sind matter als das Weibchen gefärbt, haben einen weißen Augenring und Gesichtslappen, die Innenfahnen der Armschwingen tragen große weiße Spitzen. Jungvogelmännchen sind an der oberen Brust fuchsbraun, die untere Brust ist eng grün gebändert.
Die Art unterscheidet sich vom im gleichen Ausbreitungsgebiet vorkommendem Narinatrogon (Apaloderma narina) durch etwas geringere Größe und entsprechend kürzerem Schwanz, durch die Farbe des Augenringes, im Gesicht fehlen bläuliche Anteile, dafür sieht man den gelben Fleck.
Der Bergtrogon (Apaloderma vittatum) kommt in Westkamerun zusammen mit dem Gelbwangentrogon vor, hat auch keinen gelben Gesichtsfleck, der Augenring ist grün oder grüngelb, die Schwanzunterseite ist braun gefleckt und nicht reinweiß.
Die Lautäußerungen sind jeweils deutlich verschieden.

## Geografische Variation
Die Art ist monotypisch.

## Stimme
Der Ruf des Männchens wird als melancholische abfallende Folge von 6–8 Lauten „chuu-chuu-chuu“ beschrieben, alle 15 bis 20 Sekunden wiederholt, außerdem werden laute jammernde Laute wie beim Narinatrogon (Apaloderma narina) genannt.

## Lebensweise
Die Art ist ein Standvogel, im Dezember kann es im Kongobecken zu einigen Wanderungen kommen. Die Art sitzt gern auf waagerechten Lianen und nackten Ästen 3 bis 8 Meter über dem Unterholz.
Die Nahrung besteht hauptsächlich aus Insekten, gerne große, grüne, auch haarige Raupen, Käfern, Nachtfaltern, Fangschrecken und Heuschrecken, die in Art der Drongos (Dicruridae) auch bis auf den Erdboden gejagt werden.
Die Brutzeit liegt in Kamerun im Januar, in Gabun zwischen Januar und Februar sowie im November, in Zaire im April und August. Die Art lebt monogam und ist ortsständig. Das Männchen wählt das Nest und verteidigt es, meist in einem verrottenden Baum in 2 bis 8 m Höhe. Das Gelege besteht aus zwei weißen bis rosafarbenen Eiern, die über etwa 16 Tage bebrütet werden.

## Gefährdungssituation
Der Bestand gilt als „nicht gefährdet“ (least Concern).